# エウローパ (水上機母艦)
|          |                  |                  |
| 艦歴     |                  |                  |
| 発注     |                  |                  |
| 起工     |                  |                  |
| 進水     |                  |                  |
| 就役     | 1915年           | 1915年           |
| 退役     | 1920年           | 1920年           |
| その後   |                  |                  |
| 除籍     |                  |                  |
| 性能諸元 |                  |                  |
| 排水量   | 8805トン（常備） | 8805トン（常備） |
| 全長     | 123.1m           | 123.1m           |
| 全幅     | 14.0m            | 14.0m            |
| 吃水     | 5.8m             | 5.8m             |
| 機関     | 1基              | 2594hp           |
| 速力     | 12.2ノット       | 12.2ノット       |
| 航続距離 | -                | -                |
| 乗員     | 250人            | 250人            |
| 武装     | 76mm砲           | 2基2門           |
| 搭載機   | 水上機           | 8機              |

エウローパ (Europa) は、イタリア王立海軍の水上機母艦兼潜水母艦である。前身はイタリア貨物船「クアルト」であり、1915年に購入され改装された。水上機8機を収納可能で、1918年ごろはマッキM5型戦闘飛行艇とFBA-H型偵察飛行艇を搭載していた。第一次世界大戦が終わると除籍され解体された。

## 概要
1895年グラスゴーの造船所で商船として建造され、1915年に水上機母艦に改装された。
武装は76mm砲を2門、水上機を8機搭載可能であった。
第一次世界大戦終了にともない1920年退役した。